# Paris-Lille
Paris-Lille est une ancienne course cycliste française, organisée de 1908 à 1937 entre Paris et Lille (Nord).

## Palmarès
| Année | Vainqueur         | Deuxième           | Troisième           |
| ----- | ----------------- | ------------------ | ------------------- |
| 1908  | Omer Beaugendre   | Vincent Dhulst     | Ernest Paul         |
| 1923  | Marcel Decroix    | Julien Samyn       | Jean Preuss         |
| 1924  | Omer Vermeulen    | Joseph Pé          | Philémon Callens    |
| 1925  | Julien Perrain    | Ernest Lemaire     | Charles Caroul      |
| 1926  | Marc Bocher       | Eugène Greau       | Camille Foucaux     |
| 1927  | Romain Bellenger  | Adolf Van Bruane   | Léon De Graevelynck |
| 1928  | Romain Bellenger  | Adolf Van Bruane   | Georges Leblanc     |
| 1929  | Joseph Wauters    | Charles Meunier    | Félicien Vervaecke  |
| 1930  | Frans Bonduel     | Adolf Van Bruane   | Aimé Dossche        |
| 1931  | Joseph Dervaes    | Joseph Wauters     | Georges Ronsse      |
| 1932  | Albert Barthélémy | Léon Louyet        | Kurt Stöpel         |
| 1933  | Jean Wauters      | Albert Gabard      | Émile Decroix       |
| 1934  | Théo Herckenrath  | Alfons Ghesquière  | Michel Catteeuw     |
| 1935  | Romain Maes       | André Vanderdonckt | Émile Decroix       |
| 1936  | Julien Heernaert  | Alfons Ghesquière  | Julien Legrand      |
| 1937  | Alfons Ghesquière | Marcel Kint        | Gabriel Dubois      |